# Ланцюговий дріб
Ланцюго́вий дріб (або неперервний дріб) — це математичний вираз виду
{\displaystyle [a_{0};a_{1},a_{2},a_{3},\cdots ]=a_{0}+{\cfrac {1}{a_{1}+{\cfrac {1}{a_{2}+{\cfrac {1}{a_{3}+\ldots }}}}}}\;}
де a0 є ціле число, а всі інші an є натуральними числами. Узагальненими ланцюговими дробами називають вирази виду:
Будь-яке дійсне число може бути представлене ланцюговим дробом. Число представляється скінченним ланцюговим дробом тоді й лише тоді, коли воно раціональне.

## Розклад в ланцюговий дріб
Будь-яке дійсне число {\displaystyle x} може бути представлене ланцюговим дробом {\displaystyle [a_{0};a_{1},a_{2},a_{3},\cdots ]}, де
{\displaystyle a_{0}=\lfloor x\rfloor ,x_{0}=x-a_{0},}
{\displaystyle a_{1}=\left\lfloor {\frac {1}{x_{0}}}\right\rfloor ,x_{1}={\frac {1}{x_{0}}}-a_{1},}
{\displaystyle \dots }
{\displaystyle a_{n}=\left\lfloor {\frac {1}{x_{n-1}}}\right\rfloor ,x_{n}={\frac {1}{x_{n-1}}}-a_{n},}
{\displaystyle \dots }
де {\displaystyle \lfloor x\rfloor } позначає цілу частину числа {\displaystyle x}.
Для раціонального числа {\displaystyle x} цей розклад завершиться після одержання нульового {\displaystyle x_{n}} для деякого n. У цьому випадку {\displaystyle x} представляється скінченним ланцюговим дробом {\displaystyle x=[a_{0};a_{1},\cdots ,a_{n}]}.
Для ірраціонального {\displaystyle x} всі величини {\displaystyle x_{n}} будуть ненульовими, і процес розкладу можна продовжувати нескінченно.
Приклад обчислення ланцюгового дробу для числа 3,245 подано в таблиці.
| Обчислення ланцюгового дробу для числа 3,245                             | Обчислення ланцюгового дробу для числа 3,245                | Обчислення ланцюгового дробу для числа 3,245              | Обчислення ланцюгового дробу для числа 3,245               | Обчислення ланцюгового дробу для числа 3,245              |
| ------------------------------------------------------------------------ | ----------------------------------------------------------- | --------------------------------------------------------- | ---------------------------------------------------------- | --------------------------------------------------------- |
| {\displaystyle 3\,}                                                      | {\displaystyle 3.245\ \left(3{\tfrac {49}{200}}\right)-3\,} | {\displaystyle =0.245\ \left({\tfrac {49}{200}}\right)\,} | {\displaystyle 1/0.245\ \left({\tfrac {200}{49}}\right)\,} | {\displaystyle =4.082\ \left(4{\tfrac {4}{49}}\right)\,}  |
| {\displaystyle 4\,}                                                      | {\displaystyle 4.082\ \left(4{\tfrac {4}{49}}\right)-4\,}   | {\displaystyle =0.082\ \left({\tfrac {4}{49}}\right)\,}   | {\displaystyle 1/0.082\ \left({\tfrac {49}{4}}\right)\,}   | {\displaystyle =12.250\ \left(12{\tfrac {1}{4}}\right)\,} |
| {\displaystyle 12\,}                                                     | {\displaystyle 12.250\ \left(12{\tfrac {1}{4}}\right)-12\,} | {\displaystyle =0.250\ \left({\tfrac {1}{4}}\right)\,}    | {\displaystyle 1/0.250\ \left({\tfrac {4}{1}}\right)\,}    | {\displaystyle =4.000\,}                                  |
| {\displaystyle 4\,}                                                      | {\displaystyle 4.000-4\,}                                   | {\displaystyle =0.000\,}                                  | STOP                                                       |                                                           |
| ланцюговий дріб для числа 3,245 рівний [3; 4, 12, 4]                     |                                                             |                                                           |                                                            |                                                           |
| {\displaystyle 3.245=3+{\cfrac {1}{4+{\cfrac {1}{12+{\cfrac {1}{4}}}}}}} |                                                             |                                                           |                                                            |                                                           |

## Приклади розкладу
- {\displaystyle \pi =[3;7,15,1,292,1,1,1,2,1,3,1,14,2,1,1,2,2,2,2,1,84,\cdots ]}

якщо, проте, використовувати узагальнені ланцюгові дроби то отримаємо певні закономірності:
{\displaystyle \pi =3+{\cfrac {1^{2}}{6+{\cfrac {3^{2}}{6+{\cfrac {5^{2}}{6+{\cfrac {7^{2}}{6+{\cfrac {9^{2}}{6+{\cfrac {11^{2}}{6+{\cfrac {13^{2}}{6+{\cfrac {15^{2}}{6+\ddots }}}}}}}}}}}}}}}}\ ={\cfrac {4}{1+{\cfrac {1^{2}}{3+{\cfrac {2^{2}}{5+{\cfrac {3^{2}}{7+{\cfrac {4^{2}}{9+{\cfrac {5^{2}}{11+{\cfrac {6^{2}}{13+{\cfrac {7^{2}}{15+\ddots }}}}}}}}}}}}}}}}}
- {\displaystyle e=\exp(1)=[2;1,2,1,1,4,1,1,6,1,1,8,1,1,10,1,1,12,1,1,\dots ]\,\!.}

Якщо n ціле число більше одиниці,
- {\displaystyle \exp(1/n)=[1;n-1,1,1,3n-1,1,1,5n-1,1,1,7n-1,1,1,\dots ]\,\!.}

Якщо також n парне:
- {\displaystyle \exp(2/n)=[1;(n-1)/2,6n,(5n-1)/2,1,1,\dots ,3nk+(n-1)/2,6n(2k+1),3nk+(5n-1)/2,1,1,\dots ]\,\!}

при n = 1:
- {\displaystyle e^{2}=\exp(2)=[7;2,1,1,3,18,5,1,1,6,30,8,1,1,9,42,11,1,1,\dots ,3k,12k+6,3k+2,1,1,\dots ]\,\!.}

- {\displaystyle \tanh(1/n)=[0;n,3n,5n,7n,9n,11n,13n,15n,17n,19n,\dots ]\,\!}

якщо n додатне число; також
- {\displaystyle \tan(1)=[1;1,1,3,1,5,1,7,1,9,1,11,1,13,1,15,1,\dots ]\,\!}

якщо n > 1,
- {\displaystyle \tan(1/n)=[0;n-1,1,3n-2,1,5n-2,1,7n-2,1,\dots ]\,\!.}

## Властивості
- Будь-яке раціональне число може бути представлене в виді скінченного ланцюгового дробу двома способами, більш довгий з яких завжди закінчується одиницею, а коротший відрізняється від нього тим, що останньої одиниці немає, а елемент перед одиницею на 1 більший. Наприклад:

{\displaystyle 9/4=[2;3,1]=[2;4]\;}
- Теорема Лагранжа: Число можна подати у вигляді нескінченного періодичного лінійного дробу тоді й лише тоді коли воно є ірраціональним розв'язком квадратного рівняння з цілими коефіцієнтами.

Наприклад:
{\displaystyle {\sqrt {2}}=[1;2,2,2,2,\dots ]}
золотий поділ {\displaystyle \phi =[1;1,1,1,\dots ]}
- Для інших — не квадратичних — алгебраїчних чисел характер розкладу не відомий.
- Для майже всіх дійсних чисел x середнє геометричне коефіцієнтів розкладу числа в ланцюговий дріб рівний константі Хінчіна (K ≈ 2,6854520010…)

n-м наближеним дробом для ланцюгового дробу {\displaystyle x=[a_{0};a_{1},a_{2},a_{3},\cdots ]}, називається скінченний ланцюговий дріб {\displaystyle [a_{0};a_{1},\cdots ,a_{n}]}, значення якого можна подати {\displaystyle {\frac {p_{n}}{q_{n}}}}.
- Парні наближені дроби утворюють зростаючу послідовність, а непарні — спадну. Обидві послідовності збігаються до x.
- Виконуються наступні рекурентні співвідношення:

{\displaystyle p_{-1}=1,\quad p_{0}=a_{0},\quad p_{n}=a_{n}p_{n-1}+p_{n-2};}
{\displaystyle q_{-1}=0,\quad q_{0}=1,\quad q_{n}=a_{n}q_{n-1}+q_{n-2}.}
- {\displaystyle p_{n}q_{n-1}-q_{n}p_{n-1}=(-1)^{n-1},}
{\displaystyle \left|x-{\frac {p_{n}}{q_{n}}}\right|<{\frac {1}{q_{n}^{2}}}.}

Звідси випливає наступне твердження:
- наближений дріб {\displaystyle {\frac {p_{n}}{q_{n}}}} є найкращим наближенням для {\displaystyle x} серед всіх дробів, знаменник яких не перевищує {\displaystyle q_{n}};

## Застосування
- при розробці сонячного календаря необхідно знайти раціональне наближення для числа 365,2421988… За допомогою ланцюгових дробів одержується послідовність:

{\displaystyle {\frac {1}{4}};{\frac {7}{29}};{\frac {8}{33}};{\frac {31}{128}};{\frac {132}{545}}\cdots }
Перший з цих дробів є основою юліанського календаря.
- Доведення ірраціональності чисел. Наприклад, за допомогою ланцюгових дробів доведена ірраціональність дзета-функції Рімана {\displaystyle \zeta (3)} числа пі.
- Алгоритми факторизації SQUFOF и CFRAC.
- Характеристика ортогональних многочленів
- Характеристика стабільних многочленів
- Алгоритм Ланцоша використовує ланцюгові дроби для обчислення власних значень великих розріджених матриць.